# 李知本
李知本（？—？），赵州元氏县（今河北省石家庄市元氏县）人，出自赵郡李氏东祖，唐朝官员。

## 生平
李知本是北魏洛州刺史李灵的六世孙，父亲李孝端是隋朝获嘉县县丞。当初李孝端与族弟李太冲都有先世的功勋与名望，而李太冲官位和婚姻最高，李孝端相比较差一些，同乡和族人编了一句话说：“李太冲没有哥哥，李孝端没有弟弟。”
李知本读了很多经书和史书，侍奉父母十分孝顺，与弟弟李知隐之间非常和谐，子孙百余人，在财产和奴仆方面没有丝毫的纠纷。隋朝大业末年，盗贼经过李知本的里门而不进入，互相告诫说：“不要侵犯尚义的家族。”在李知本家中同时避难的有五百多家，都依赖他而得以豁免。貞觀初年，李知本官至夏津县县令，李知隐官至伊阙县县丞。李知本的孙子李瑱在开元年间担任给事中、扬州长史。李知隐的孙子李颙有文学才能，也历任给事中、太常少卿。近支堂兄弟共有四人担任过给事中。

## 延伸阅读
[在维基数据编辑]
 《舊唐書·卷188》，出自刘昫《舊唐書》
 《新唐書·卷195》，出自《新唐書》